# 국제합작발전기금회
국제합작발전기금회(國際合作發展基金會)는 중화민국 외교부에 속한 재단법인 기구이다. 본부는 중화민국 타이베이시에 위치해 있다. 주요 업무는 개발도상국 발전에 협력하여 경제관계 증진, 천재지변의 국가와 난민에 대한 원조 제공, 투자 융자 자금지원, 기술 협력, 인도적 지원과 국제교육훈련 등이다. 이것은 환경, 공공의료, 농업, 교육, 통신 등을 포함한다. 1996년 7월 1일에 설립되었다.

## 같이 보기
- 중화민국 외교부